# Madla zpívá Evropě
Madla zpívá Evropě je český hudební film z roku 1940, režírovaný Václavem Binovcem. Film byl natočen v ateliérech FOJA Radlice podle stejnojmenné předlohy Jana Weniga, řadící se do žánru tzv. červené knihovny. Snímek pojednává o osiřelé venkovské dívce Madle Satranové (Zdenka Sulanová), jež svým pěveckým nadáním zaujme skladatele Jaroslava Klána (Ladislav Boháč) a spolu poté šíří slávu české hudby po celé Evropě. V dalších rolích zde hrají František Filipovský, Antonie Nedošinská či Zita Kabátová. Jiřina Bohdalová se ve snímku objevila v roli členky Klánova dětského pěveckého sboru.